# Banditen!
Banditen! (Originaltitel: Bandits) ist ein US-amerikanischer Spielfilm aus dem Jahr 2001. Der Regisseur war Barry Levinson, das Drehbuch schrieb Harley Peyton. Die Hauptrollen spielten Bruce Willis und Billy Bob Thornton.

## Handlung
Ein Fernsehjournalist konnte mit den Banditen Joe Blake und Terry Lee Collins ein Interview aufnehmen, bevor diese scheinbar getötet wurden. Die Handlung des Films wird in Form einer Rückblende erzählt.
Im Oregon State Prison, einem Gefängnis in Salem im US-Bundesstaat Oregon, sitzen zwei sehr unterschiedliche Kriminelle: der draufgängerische Joe Blake und der zu Hypochondrie und Pessimismus neigende Terry Lee Collins. Joe sieht eines Tages eine Baustelle auf dem Gefängnisgelände, bringt einen Betonmischer in seine Gewalt, durchbricht mit ihm alle Zäune und kann gemeinsam mit Terry rechtzeitig fliehen, bevor das schwere Gefängnistor geschlossen wird, obwohl die Wachen auf sie schießen.
Terry kommt auf die Idee, die Direktoren von Banken abends in ihren Wohnungen zu überfallen, am nächsten Morgen gemeinsam mit ihnen in die Banken zu gehen und das Geld zu rauben. Nach diesem Schema gelingen ihnen gemeinsam mit Joes Neffen Harvey, der eigentlich Stuntman sein möchte, einige Überfälle. Eines Tages treffen die beiden die frustrierte Hausfrau Kate Wheeler, die mit einem desinteressierten reichen Manager verheiratet ist, keine Kinder hat und sich in der Villa auf dem Land langweilt. Zwischen ihr und Joe entwickelt sich eine Romanze. Später kommen sich auch Kate und Terry Lee näher, als sie ihm nach einem allergischen Anfall erste Hilfe leistet. Fortan rivalisieren die beiden Männer um ihre Gunst, die Spannungen entladen sich schließlich in einer Prügelei zwischen beiden. Doch verlangt Kate von beiden, sich miteinander zu versöhnen.
Inzwischen ist bereits eine Million Dollar auf die Ergreifung der „Overnight Banditen“ ausgesetzt. Die Komplizen setzen zu ihrem letzten und spektakulärsten Coup an. Kate verrät scheinbar Joe und Terry an die Polizei, allerdings nur, um die Belohnung zu bekommen. Joe und Terry stürmen eine Bank, geben aber vor den Angestellten und Kunden vor, in einen heftigen Streit zu geraten; sie schießen aufeinander und bleiben scheinbar tot liegen. Doch haben sie mit Platzpatronen aufeinander geschossen, die angeblichen Schusswunden waren manipuliert: Per Fernsteuerung hat Harvey, ein Elektroniktüftler, kleine Plastikbeutel mit roter Farbe zum Platzen gebracht.
Als angebliche Besatzung eines Notarztwagens legt Harvey gemeinsam mit seiner Freundin die scheinbar toten Bankräuber in Leichensäcke. Dann fährt der Wagen mit Warnsirenen unbehelligt fort. Nach mehreren Blocks steigen Joe und Terry sowie die Freundin aus. Neffe Harvey provoziert einen Unfall, springt aus dem umgestürzten Wagen und bringt per Fernsteuerung eine dort angebrachte Sprengladung zur Explosion, so dass der Wagen völlig ausbrennt. Polizei und Presse sind der Meinung, die Leichen der beiden Bankräuber seien dabei verbrannt.
Doch diese setzen sich gemeinsam mit Kate, die beide liebt, nach Mexiko ab. Dort übernehmen sie ein Restaurant, das sie zum Nachtclub ausbauen wollen.

## Produktion
Die Produktionskosten betrugen 75 Millionen US-Dollar und wurden von dem US-amerikanischen Filmstudio Metro-Goldwyn-Mayer und der Produktionsfirma Hyde Park Entertainment getragen.

## Kritiken
Roger Ebert schrieb in der Chicago Sun-Times vom 12. Oktober 2001, es komme selten vor, dass ein Film drei solch „liebenswerte“ Charaktere habe und selbst so „unsympathisch“ sei. Er sei so sehr darauf bedacht, „clever“ und „verrückt“ zu sein, dass er alles andere vernachlässige. Einzelne Szenen würden funktionieren.
Das Lexikon des internationalen Films urteilte: „Eine hervorragend besetzte Gaunerkomödie, die ihr ganzes Pulver in der ersten Hälfte des Films verschießt und danach nur noch müde Selbstimitationen abliefert.“
Die Filmzeitschrift Prisma meinte: „Wer diese Geschichte als modernes Märchen betrachtet, wird seinen Spaß haben. Denn für voll kann man diese Gaunerkomödie mit Anleihen an dem Westernklassiker „Zwei Banditen“ nicht nehmen. So stehen auch die Zwistigkeiten der Ganoven stärker im Vordergrund als deren kriminelles Potential. Das nicht immer perfekte Timing machen die gut agierenden Darsteller mit witzigen Dialogen und spaßiger Situationskomik wett.“

## Auszeichnungen
Billy Bob Thornton und Cate Blanchett wurden für den Golden Globe Award nominiert und gewannen den Florida Film Critics Circle Award. Cate Blanchett wurde außerdem für den Screen Actors Guild Award und den AFI Film Award nominiert. Billy Bob Thornton gewann den National Board of Review Award und wurde für den Phoenix Film Critics Society Award nominiert.

## Soundtrack
- Long Way Home – J.J.Cale
- Kill The Rock – Mindless Self Indulgence
- Tweedle Dee and Tweedle Dum – Bob Dylan
- All the Tired Horses – Bob Dylan
- Holding Out for a Hero – Bonnie Tyler
- Twist in My Sobriety – Tanita Tikaram
- Rudiger – Mark Knopfler
- Just Another – Pete Yorn
- Walk on By – Aretha Franklin
- Superman (It’s Not Easy) – Five for Fighting
- Crazy ’Lil Mouse – In Bloom
- Just the Two of Us – Bill Withers, Grover Washington, Jr.
- Wildfire – Michael Martin Murphey
- Total Eclipse of the Heart – Bonnie Tyler
- Bandits Suite – Green Day
- Gallows Pole – Led Zeppelin
- Beautiful Day – U2

## Trivia
- Im letzten Drittel des Films sieht man, wie Joe Blake das Buch The Art of War von Sunzi liest.
- Die Inneneinrichtung im Haus des Reporters, wo die Banditen ihre Geschichte erzählen, wird auch in The Big Lebowski (1998) gebraucht; es ist die Sheats-Goldstein-Residenz des Architekten John Lautner.
- Joe und Kate singen zusammen das Lied Total Eclipse of the Heart.
- Terry erwähnt im Film seine Angst vor altem Mobiliar und den Haaren von Benjamin Disraeli, von denen Schauspieler Billy Bob Thornton behauptet, tatsächlich an ihnen zu leiden.[6][7]
- Die zwei Töchter von Bruce Willis Scout LaRue (Monica Miller) und Tallulah Belle (Erika Miller) spielen im Film zwei Nebenrollen.
- Jane Fonda hat einen Cameo-Auftritt.